# Pierre Devaux (1897-1969)
Pour les articles homonymes, voir Devaux et Pierre Devaux.
Pierre Devaux, né à Bordeaux le  2 janvier 1897 et mort le 14 décembre 1969, est auteur d'ouvrages de vulgarisation scientifique et de romans de science-fiction; il a aussi été journaliste (Le Figaro, France Illustration, Gringoire, etc.).

## Biographie
Il est le fils de Henri Devaux (1862-1956), professeur à la Faculté des Sciences.
Il a fait ses études à l'École Polytechnique et à l'École Supérieure d'électricité.
Ingénieur, il commence sa carrière dans l'industrie ; puis il se spécialise dans la publication d'articles et de livres de vulgarisation scientifique sur tous les sujets d'actualité. 
Il a publié également de nombreux ouvrages sur l'histoire de la science et de l'industrie et des romans de science-fiction et d'anticipation scientifique tels que XP. 15 en feu !. Il est aussi l'auteur de deux romans psychologiques et sociaux : Gaïlen et Martial Eschimann. 
Il dirigea la collection de romans de science des éditions Magnard.
Il est mort quelques mois après le premier pas sur la Lune, exploit dont il avait prévu, pour la plupart, les moyens de réalisation dans ses livres d'anticipation : satellites, fusée Terre-Lune, etc.

## Ouvrages
- Gaïlen, Éditions Plon, Paris, 336 p., 1937
- Je lis dans les formes du corps, Les Éditions de France, coll. « Le Mystère », Paris, 68 p., 1937; réédition : 1938.
- L'électricité « démontable », dans L'Illustration du 16 novembre 1940; réédition dans Multimoteur, réalisations électro-mécaniques, Maurice Latour et Louis -Pierre Montchanin, Album Documentation Générale, 6e édition, 1940; réédition: Société Prisma, 1945.
- L'Avenir de la science, en collaboration avec Louis de Broglie, André Thérive, Raymond Charmet, Daniel-Rops et Antonin-Dalmace Sertillanges, o.p., Éditions Plon, coll. « Présences », Paris, 313 p., 1941
- Histoire de l'électricité, Éditions Presses universitaires de France, coll. « Que sais-je? », no 7, Paris, 126 p., 1941; rééditions: 1941, 1942, 1943, 1948, 1954, 1958, 1963, 9è éditions mise à jour : 1969
- Automates et automatisme, Éditions Presses universitaires de France, coll. « Que sais-je? », no 29, Paris, 128 p., 1941; rééditions: 1942, 1944, 1948 
  - Automates, automatisme, automation, 5e édition 1960, 6e édition refondue, 1967
- Les Chemins de fer, Éditions Presses universitaires de France, coll. « Que sais-je? », no 86, Paris, 124 p., 1942; rééditions: 1949, 1960, 4e éd. refondue 1971
- L'Avenir fantastique, Éditions Denoël, Périgueux, 238 p., 1942; réédition augmentée, Paris, 300 p., 1947.
- Les Grands Travaux, Éditions Presses universitaires de France, coll. « Que sais-je? », no 105, Paris, 128 p., 1943; rééditions 1949, 1962
- Les Aventuriers de la Science, Éditions Gallimard, coll. « NRF », 1943; rééditions: Éditions Magnard, coll. « Science et Aventure », no 3 1946, 1957.
- Qu'est-ce que la "quatrième dimension"?, article, illustrations d'Erik, dans Le Téméraire, no 11 du 15 juin 1943
- Voyage dans la "quatrième dimension", nouvelle, illustrations d'Erik, dans Le Téméraire, no 11 du 15 juin 1943
- Une journée en l'an 2000, nouvelle, illustrations Auguste Liquois, dans Le Téméraire, no 19 du 15 octobre 1943
- Que sera le monde de l'an 2000?, article, dans Le Téméraire, no 19 du 15 octobre 1943
- En fusée vers la lune, article en couverture, dans Le Téméraire, no 30 du 1er avril 1944
- L'avion-robot, article, dans Le Téméraire, no 38 du 1er août 1944
- Le Dernier Voyage, éd. Maréchal, Paris (roman annoncé mais apparemment non publié)
- XP.15 en feu !  Voyage dans le système solaire , Éditions Magnard, coll. « Science et Aventure », no 1, illustrations de René Bresson, Paris, 1945; rééditions: 1946, 1950; réédition sous le titre XP. 15 en feu ! Voyages dans le système solaire, coll. « Fantasia », no 15, illustrations de Jean-Marie Desbeaux, 1958; réédition avec nouvelle jaquette: 1963; réédition sous le titre XP. 15 en feu, illustrations de Michel Gourlier, coll. « Le temps d'un livre », no 12, 1976.
- Les Trains, illustrations de Bonandre, Éditions André Bonne, coll. « Images d'aujourd'hui », no 1, 1946.
- Uranium, Éditions Médicis, 1946.
- La prochaine guerre...Verrons-nous la destruction totale par les « V² atomiques »?, dans Journal des Voyages et des aventures de terre, de mer, de l'air, Nouvelle série, no 1, du 28 février 1946.
- Premier contact avec les astres, un coup de radar sur la lune !, dans Journal des Voyages et des aventures de terre, de mer, de l'air, Nouvelle série, no 2, du 7 mars 1946.
- À l'avant-garde de la science, les robots vous voient, dans Journal des Voyages et des aventures de terre, de mer, de l'air, Nouvelle série, no 9, du 25 avril 1946.
- Menace interplanétaire, aurons-nous la guerre avec les Martiens?, dans Journal des Voyages et des aventures de terre, de mer, de l'air, Nouvelle série, no 47, du 16 janvier 1947.
- L'Exilé de l'espace,  illustrations de Roger Brard[2], Éditions Magnard, coll. « Science et aventures, no 4, 1947; rééd. 1958, 252 p.; rééd.: illustrations Frédéric Clément, coll. « Le temps d'un livre », no 25, 1979.
- Voyage interplanétaire, illustrations de Louis Frick, dans  Lisez-moi Aventures, no 15, (pages 118-119), 1948.
- Paris souterrain, dans  Lisez-moi Aventures, no 49, juin 1950.
- Existe-t-il des animaux chirurgicaux?, dans  Lisez-moi Aventures, no 51, août 1950.
- L'inondation, arme nouvelle, dans  Lisez-moi Aventures, no 52, septembre 1950.
- Les plantes souffrent, dans  Lisez-moi Aventures, no 54, novembre 1950.
- Les Derniers Miracles de la science, illustrations de Roger Brard, Éditions Bias, coll. « Ma première bibliothèque », 1950; réédition: 1953.
- L'Écolier invisible, en collaboration avec Henry-Gérard Viot, Éditions Magnard, coll. « Science et aventures », no 6, 1950; réédition: 1956; réédition: collection « Sciences et aventures », illustrations de Maurice de La Pintière, 1963; réédition coll. « 15 ans », s.d.
- Des Lendemains qui flambent !, Éditions Magnard, 1951.
- La Minute dérobée, en collaboration  avec Henry-Gérard Viot, illustrations de Jean Navarre, coll. « Science et aventures », no 7, 1952.
- Les Fantômes devant la science, Éditions Magnard, 1954.
- La conquête d'Almériade, en collaboration  avec Henry-Gérard Viot, Éditions Magnard, coll. « Science et Aventures », no 8, 1954; réédition: coll. « Sciences et Aventures », illustrations de Christian Fontugne, 1960.
- Verne, la science?, dans La Revue française de l'élite européenne, no 71 (pages 25 à 28), août 1955.
- Martial Eischiman, Éditions Plon, 1957.
- Exploration dans le Micro-monde, en collaboration  avec Henry-Gérard Viot,  Éditions Magnard, coll. « Science et Aventures », no 9, 1957; rééditions sous le titre Micromonde, illustrations Michel Bonnand, coll. « Sciences et Aventures », 1963, 1966.
- L'industrie atomique française, Direction de la Documentation française (Secrétariat général du Gouvernement), 1958.
- Cosmonautes contre diplodocus, illustrations Colette Cotte,  Éditions Hatier-G.T. Rageot, coll. "Jeunesse Poche", série "Anticipation", no 12, 1971.

## Préfaces et introductions
- Introduction de Le Mystère du Foraisan d'André-Édouard Mars-Vallett, préface de Paul Gsell, illustrations d'André Galland, Éditions Magnard, coll. « Science et Aventures », no 2, 1946.
- Préface de Voyage au pays de la pierre ancienne de Jean-claude Froelich,  illustrations de Xavier Justh, Éditions Magnard, coll. « Fantasia », no 40, 183 p., 1962, Prix Fantasia 1963; rééditions : 1964, 1966, 1969; réédition: coll. « Le temps d'un livre », no 26, 313 p., 1981; réédition: Éditions Magnard Jeunesse, 205 p., 1999.